# Gesetz zur Hilfe und Unterbringung von Menschen mit Hilfebedarf infolge psychischer Störungen
Das Gesetz zur Hilfe und Unterbringung von Menschen mit Hilfebedarf infolge psychischer Störungen (PsychHG) ist ein Landesgesetz Schleswig-Holsteins. Es regelt die Gewährung von Hilfen für Menschen, die aufgrund psychischer Störungen hilfsbedürftig sind, und die Durchführung einer Unterbringung zur Abwendung von Eigen- oder Fremdgefährdungen aufgrund psychischer Störungen (§ 1 Abs. 1).
Das Gesetz ist die direkte Nachfolgeregelung für das Gesetz zur Hilfe und Unterbringung psychisch kranker Menschen (PsychKG). Es ist an dessen Stelle mit Wirkung vom 24. Dezember 2020 in Kraft getreten.
Hintergrund für die Neuregelung ist im Wesentlichen eine Entscheidung des Bundesverfassungsgerichts vom 24. Juli 2018 zur Fixierung von in der Psychiatrie untergebrachten Menschen, in der das Bundesverfassungsgericht die entsprechenden Landesgesetze von Baden-Württemberg und Bayern wegen des darin nicht vorgesehenen Richtervorbehalts für verfassungswidrig erklärte. Der Landesgesetzgeber Schleswig-Holsteins trägt den in der BVerfG-Entscheidung aufgestellten Grundsätzen durch die Neugestaltung der Rechtsgrundlagen für besondere Sicherungsmaßnahmen im Rahmen der Unterbringung Rechnung.
Im Zuge der Neuregelung hat der Landesgesetzgeber den bislang zentralen Begriff der psychischen Krankheit aufgegeben. Die Neuregelung knüpft an eine psychische Störung als ein zentrales Tatbestandsmerkmal an.